# بدریخ دیویس وبر
بدریخ دیویس وبر (چکی: Bedřich Diviš Weber؛ ‏ ۹ اکتبر ۱۷۶۶ – ۲۵ دسامبر ۱۸۴۲) آهنگساز، موسیقی‌شناس و مخترع اهل بوهم بود.
وی نخستین رئیس هنرستان موسیقی پراگ و یکی از پایه‌گذاران آن بود و این لحاظ شهرت دارد.
بدریخ دیویس وبر در آغاز در پراگ، فلسفه و حقوق خواند، سپس به موسیقی روی آورد و آن را زیر نظر آهنگساز آلمانی «گئورگ یوزف فوگلر» فرا گرفت و پس از دیدار با ولفگانگ آمادئوس موتسارت در پراگ، به یکی از مهمترین اشاعه‌دهندگان موسیقی وی مبدل شد. او به موسیقی ریشارد واگنر هم علاقه داشت، اما از مخالفانِ موسیقی لودویگ فان بتهوون و کارل ماریا فون وبر بود.
وی در ساختن آهنگ برای سازهای بادی برنجی مهارت فراوانی داشت و خودش در ساختِ «کر کروماتیک» نقش داشت.